# Скот (ледник)
Ледникът Скот (на английски: Scott Glacier) е голям долинен ледник в Западна Антарктида, Земя Едуард VІІ, Бряг Амундсен с дължина 190 km. Води началото си от Антарктическото плато на около 2000 m надморска височина, между възвишенията Д’Анжело на запад и Хау на изток. „Тече“ на север между хребетите на планината Куин Мод, част от Трансантарктическите планини. Западно от него се издигат хребетите Раусън, Фолкнър, Хейс и Каро Хилс, а източно – хребетите Ла Гарс, Уотсън и Таплей. От ляво (от запад) се подхранва от по-малките ледници Полтър, Бартлет, Воган, Корвиц и др., а от дясно (от изток) – от ледниците Робсън, Ван Рет, Грифит, Албанус, Ро и др. „Влива“ се в най-южната част на шелфовия ледник Рос, западно от хребета Таплей.
Ледникът Скот е открит, изследван и топографски заснет през декември 1929 г. от полевата партия, водена от геолога Лорънс Гулд, на американската антарктическа експедиция (1928 – 30), ръководена от видния американски антарктически изследовател Ричард Бърд. По-късно ледникът е наименуван от Американския Консултативен комитет по антарктическите названия в чест на видния английски антарктически изследовател Робърт Скот, загинал сред ледовете на Антарктида.
- Топографска карта на горната част на ледника Скот
- Топографска карта на средната част на ледника Скот (в източния край на картата)
- Топографска карта на средната част на ледника Скот (в западния край на картата)
- Топографска карта на долната част на ледника Скот